# Giovanni Bernardino Azzolini
Pour les articles homonymes, voir Azzolini et Azzolino.
Giovanni Bernardino Azzolini (né vers 1572 à Cefalù, en Sicile, mort le 12 décembre 1645), est un peintre italien maniériste du XVIIe siècle qui a exercé surtout  à Naples et Gênes.
Il est également connu sous les noms Azzolino ou Mazzolini ou Asoleni.

## Biographie
Né dans la ville de Cefalù en Sicile, où il a reçu sa formation initiale, il en part pour Naples en 1594.
Il gagne ensuite Gênes où il est recruté à l'Accademia di San Luca et nommé peintre de la guilde en 1618.
Sa fille épousa le peintre José de Ribera qui a collaboré avec lui sur certaines commandes.

## Œuvres

Saint Paulin libérant l'esclave (1626-1630).

- La Présentation au Temple (1599) pour l'église Santa Maria la Nova de Naples.
- La Pentecôte pour l'église San Francesco de Caiazzo.
- L'Annonciation peinte pour l'église des Monache Turchine de Gênes.
- Le Martyre de Sainte Apollonie pour l'église San Giuseppe de Gênes.
- L'Annonciation pour la basilique Santa Maria della Sanità de Naples.
- Notre-Dame du Rosaire (1612) pour la basilique Santa Maria della Sanità de Naples.
- Saint Paulin libérant l'esclave (1626-1630) pour le Pio Monte della Misericordia de Naples.
- Madone de la Vallicella pour l'église des Oratoriens de Naples.
- Crucifixion pour l'église de la Concezione al Chiatamone de Naples.